# Sister Act 2 – In göttlicher Mission
Sister Act 2 – In göttlicher Mission ist eine US-amerikanische Filmkomödie aus dem Jahr 1993. Der Film entstand als Fortsetzung des ein Jahr zuvor gedrehten Überraschungserfolgs Sister Act – Eine himmlische Karriere.

## Handlung
Auf Wunsch ihrer Nonnenfreundinnen wirft sich die Barsängerin Deloris van Cartier erneut in die traditionelle Tracht, um mit ihrer unkonventionellen Art eine aufsässige Schulklasse im Fach Musik zu unterrichten. Wegen des laschen Musikunterrichts, den sie bisher bekamen, haben die Schüler nicht allzu viel Interesse an der Art und Weise, wie Musik dort unterrichtet wird. Stattdessen bevorzugen sie eher Rap oder Reggae. Deloris findet heraus, dass einige der Schüler durchaus talentierte Sänger sind, und kann sie dazu bewegen, den einst sehr erfolgreichen Schulchor wiederzugründen. Langsam lernt die Klasse, ein Zusammengehörigkeitsgefühl zu entwickeln, und glaubt an sich und den Chor. Währenddessen droht jedoch von anderer Seite Ärger: Der Verwaltungsdirektor Mr. Crisp will die Schule schließen, um sie verkaufen zu können. Als die Nonnen auf dem Dachboden der Schule zufällig ein paar Pokale eines Musikwettbewerbes finden, reift in ihnen ein Plan: Sollte der Chor diesen Wettbewerb wieder gewinnen, gäbe es für die Schulaufsicht keinen Grund, die Schule wirklich zu schließen.

## Besetzung und Synchronisation
| Rollenname                 | Darsteller        | Synchronsprecher         |
| -------------------------- | ----------------- | ------------------------ |
| Deloris Van Cartier        | Whoopi Goldberg   | Regina Lemnitz           |
| Mutter Oberin              | Maggie Smith      | Edith Schneider          |
| Schwester Mary Roberts     | Wendy Makkena     | Veronika Neugebauer      |
| Schwester Mary Lazarus     | Mary Wickes       | Alice Franz              |
| Schwester Mary Patrick     | Kathy Najimy      | Katharina Lopinski       |
| Mr. Crisp                  | James Coburn      | Heinz Petruo             |
| Pater Maurice              | Barnard Hughes    | Wolf Ackva               |
| Pater Ignatius             | Michael Jeter     | Pierre Franckh           |
| Pater Thomas               | Brad Sullivan     | Joachim Höppner          |
| Pater Wolfgang             | Thomas Gottschalk | Thomas Gottschalk        |
| Rita Louise Watson         | Lauryn Hill       | Katrin Fröhlich          |
| Westley Glen 'Ahmal' James | Ryan Toby         | Hubertus von Lerchenfeld |
| Richard 'Sketch' Pinchum   | Ron Johnson       | Oliver Mink              |

## Kritiken
Sowohl hinsichtlich des Einspielergebnisses als auch bezüglich Meinungen der Filmkritiker und der relativ geringen Anzahl von Nominierungen (lediglich zwei) für weniger bedeutende Filmpreise konnte Sister Act 2 – In göttlicher Mission nicht an den großen Erfolg des Vorgängerfilms anknüpfen.
Das Lexikon des internationalen Films schreibt: „Ein fader Aufguß des Erfolgsfilms ‚Sister Act – Eine himmlische Karriere‘, der ein Nichts an Handlung mühsam in die Länge zieht und penetrant pädagogische ‚Lebensweisheiten‘ verbreitet. Selbst Charme und Spiellust des schwarzen Stars Whoopi Goldberg werden nicht gewinnbringend für den Zuschauer eingesetzt.“
Cinema beurteilt den Film wie folgt: „Die auf Whoopi Goldberg zugeschneiderte Komödie ist nur ein fader Aufguss des amüsanten Erstlings.“
Moviemaster meint: „‚Sister Act 2‘ ist natürlich wieder mit viel, viel Musik und guten Chor-Arrangements ausgestattet, doch leider merkt man dem Film an, dass sich die Macher gesagt haben, der läuft so oder so, ob nun gut oder schlecht. Und so bleibt viel von dem Witz, der Frische und Spontaneität des ersten Teiles auf der Strecke. Whoopi in göttlicher Mission, es hätte besser sein können …“
Die Deutsche Film- und Medienbewertung FBW in Wiesbaden verlieh dem Film das Prädikat „wertvoll“.

## Sonstiges
- Whoopi Goldbergs Tochter, Alexandrea Martin, spielt im Film eine der Schülerinnen der Musikklasse.
- Deedee Magno, eine der von Schwester Mary Clarence unterrichteten Musikschülerinnen, war einst ein Mitglied der US-amerikanischen Pop-Gruppe „The Party“, die in den frühen 1990er Jahren erfolgreich war und von Disney (ebenfalls Produzent von Sister Act 2) produziert wurde.
- Es wurde mit viel Mühe versucht, die Hände von James Coburn partiell oder vollständig zu verstecken, da an ihnen Auswirkungen von Arthritis zu sehen sind.
- In der Szene, in der die Schüler auf dem Basketballhof sind, beginnt Rita zu rappen, was nicht Teil des Scripts war.
- Thomas Gottschalk ist in einigen Szenen in der Nebenrolle des Pater Wolfgang zu sehen und synchronisierte sich selbst.
- Gedreht wurde in Los Angeles, San Francisco und Las Vegas.[6]